# New South Wales Open 1988
Il New South Wales Open 1988 è stato un torneo di tennis giocato sull'erba. È stata la 96ª edizione del torneo, che fa parte del Nabisco Grand Prix 1988 e della categoria Tier IV nell'ambito del WTA Tour 1988. Si è giocato al NSW Tennis Centre di Sydney in Australia dal 4 gennaio all'11 gennaio 1988.

## Campioni

### Singolare maschile
John Fitzgerald ha battuto in finale  Andrej Česnokov con il punteggio di 6–3, 6–4.

### Singolare femminile
Pam Shriver ha battuto in finale  Helena Suková con il punteggio di 6–2, 6–3.

### Doppio maschile
Darren Cahill /  Mark Kratzmann hanno battuto in finale  Joey Rive /  Bud Schultz con il punteggio di 7–6, 6–4.

### Doppio femminile
Ann Henricksson /  Christiane Jolissaint hanno battuto in finale  Claudia Kohde Kilsch /  Helena Suková con il punteggio di 7–6, 4–6, 6–3.